# Special Delivery (film, 2022)
Pour les articles homonymes, voir Special Delivery.
Pour plus de détails, voir Fiche technique et Distribution.
Special Delivery est un film sud-coréen réalisé par Park Dae-min, sorti en 2022.

## Synopsis
Pour compléter son salaire d'ouvrière, une jeune femme devient coursière la nuit.

## Fiche technique
- Titre : Special Delivery
- Réalisation : Park Dae-min
- Scénario : Park Dae-min
- Photographie : Hong Jae-sik
- Montage : Kim Sun-min
- Production : Ju Seung-Hwan
- Société de production : M Pictures
- Pays :  Corée du Sud
- Genre : Action et thriller
- Durée : 109 minutes
- Dates de sortie : 
  -  Corée du Sud : 12 janvier 2022

## Distribution
- Park So-dam : Eun-ha
- Song Sae-byeok : Jo Kyeong-pil
- Kim Eui-sung : le président Baek
- Jung Hyeon-jun : Seo-won
- Yeon Woo-jin : Doo-shik
- Yeom Hye-ran : Mi-young
- Han Hyun-min : Asif

## Box-office
Le film a rapporté 3,25 millions de dollars au box-office.